# Translator
Translator – program komputerowy dokonujący tłumaczenia (translacji) programu napisanego w określonym języku programowania, z postaci źródłowej do postaci wynikowej możliwej do wykonania przez maszynę (potocznie: „zrozumiałą dla maszyny”). Czasami zamiast kod wynikowy używa się równoważnego określenia kod obiektowy.
Translatory można podzielić na dwie grupy:
- kompilatory tłumaczące programy zapisane w językach wysokiego poziomu,
- assemblery tłumaczące programy zapisane w językach symbolicznych.

Cechą charakterystyczną translatorów jest to, że przed uruchomieniem programu musi być wykonany proces tłumaczenia jego kodu źródłowego. Innym możliwym sposobem jest interpretacja programu źródłowego „w locie” przez interpreter albo zastosowanie metody JIT – kompilacji na bieżąco.
Translator to również program, aplikacja internetowa lub urządzenie elektroniczne, tłumaczące teksty w językach naturalnych. Translatory wykorzystują różne algorytmy tłumaczenia automatycznego, jednak na obecnym etapie jakość tak wykonanych tłumaczeń znacząco ustępuje tłumaczeniom wykonywanym przez człowieka. Translatory mogą być jednak użyteczne, by szybko zorientować się w ogólnej treści tekstu, np. strony internetowej, w zupełnie nieznanym języku, w podróży lub ewentualnie do wykonania pierwszej wersji tłumaczenia, które musi potem zostać dokładnie zredagowane przez człowieka. Translatorów nie należy mylić z oprogramowaniem typu CAT.